# 宝坻站
宝坻站是京唐城际铁路、京滨城际铁路以及规划中津承城际铁路上的一座铁路车站，工程名为宝坻南站，位于中国天津市宝坻区潮阳街道庄头村原址附近，始建于2015年12月29日，2022年12月30日投入使用。现由中国铁路北京局集团有限公司唐山站管辖。
宝坻站车站规模为4台10线，也是京唐城际铁路工程中规模最大的一座中间车站。

## 历史
2015年12月29日，新建京唐铁路宝坻南站维修工区作为宝坻南站先期工程开工。
2020年8月15日上午6时，由中铁十二局三公司承建的京唐、京滨、津承“三线三联”跨津蓟铁路连续梁安全合龙，标志着宝坻南站站区及咽喉区下部结构全部完成。
2021年6月29日，由中铁四局施工的京唐铁路宝坻南站站房工程首根试桩顺利开钻，标志着宝坻南站主体工程基础施工全面展开。
2022年3月，京唐城际铁路宝坻南站项目主体结构完工。
2022年5月，宝坻南站开始悬挂站名牌，车站名称已由宝坻南站更名为宝坻站。
2022年12月30日，宝坻站正式投入运营。

## 结构设计
新建京唐、京滨城际铁路宝坻站站房规模面积15973平方米，地下一层，地上一层，局部两层。车站形式为桥式站。整体造型以“坻上飞举”为设计理念，设计从中国传统建筑的屋顶形式中抽取“屋面曲线，飞檐起翘”等意向。候车大厅内有一座以《宝坻八景图》为主题的大型沙雕。
车站内设岛式站台2座、侧式中间站台2座、站台等长雨棚4座、到发线10条（含正线及为津承城际铁路预留的到发线），建成后高峰期可容纳1500人同时候车。南北站前广场占地面积约14.39公顷，其中绿化面积4.56公顷。
在规划设计阶段，宝坻站采用线侧式站房，布置于车站北侧，车站中部设12米宽旅客地道，旅客进出站均共用这一地道。2021年宝坻站站房开工后，对原有设计进行了修改，将原有的线侧式站房改为门厅，将原有的进出站地道进行扩宽，改为跨线式候车大厅，另在候车大厅东西两侧设置两条出站通道，同时增设了南广场及南侧进出站口。

## 设施

### 站台安全围栏
宝坻站处于京唐、京滨、津承三条城际铁路的交汇处，仅建成运营初期就办理多达14趟列车的乘降作业，且3、4站台靠近京唐城际铁路正线，为保障乘客乘车安全，宝坻站在京唐城际铁路运行试验阶段于3号、4号站台加装了升降式安全围栏。这一安全防护装置与JR西日本以及昆明站9站台采用的安全装置类似，是北京局集团首次在其管内车站布置此类装置。

## 接驳交通
以下数据截至2025年5月23日。
| 公共汽车线路 \| 编号 \| 编号 \| 线路 \| 线路 \| 线路 \| 收费 \| 运营商 \| 备注 \| \| ---- \| ------ \| ---------- \| ---- \| ------------ \| ------------- \| ---------- \| ------------ \| \| \| 宝9 \| 宝坻北站 \| ⇆ \| 龙湾福泰花园 \| 2元、4元、6元 \| 公交四公司 \| \| \| \| 宝14 \| 宝坻客运站 \| ⇆ \| 董塔庄 \| 2–10元 \| 交通巴士 \| 原 413–2 \| \| \| 宝15 \| 宝坻客运站 \| ⇆ \| 四棵树 \| 2–10元 \| 交通巴士 \| 原 415–1 \| \| \| 宝25 \| 宝坻客运站 \| ⇆ \| 东田五庄 \| 2–4元 \| 交通巴士 \| 原 宝坻便民1 \| \| \| 宝58–2 \| 高铁宝坻站 \| ⇆ \| 西环北路 \| 2–3元 \| 交通巴士 \| \| \| \| 宝59 \| 高铁宝坻站 \| ⇆ \| 西环北路 \| 2–4元 \| 交通巴士 \| \| |        |            |      |              |               |            |              |
| 编号 | 编号   | 线路       | 线路 | 线路         | 收费          | 运营商     | 备注         |
| | 宝9    | 宝坻北站   | ⇆    | 龙湾福泰花园 | 2元、4元、6元 | 公交四公司 |              |
| | 宝14   | 宝坻客运站 | ⇆    | 董塔庄       | 2–10元        | 交通巴士   | 原 413–2     |
| | 宝15   | 宝坻客运站 | ⇆    | 四棵树       | 2–10元        | 交通巴士   | 原 415–1     |
| | 宝25   | 宝坻客运站 | ⇆    | 东田五庄     | 2–4元         | 交通巴士   | 原 宝坻便民1 |
| | 宝58–2 | 高铁宝坻站 | ⇆    | 西环北路     | 2–3元         | 交通巴士   |              |
| | 宝59   | 高铁宝坻站 | ⇆    | 西环北路     | 2–4元         | 交通巴士   |              |

| 编号 | 编号   | 线路       | 线路 | 线路         | 收费          | 运营商     | 备注         |
| ---- | ------ | ---------- | ---- | ------------ | ------------- | ---------- | ------------ |
|      | 宝9    | 宝坻北站   | ⇆    | 龙湾福泰花园 | 2元、4元、6元 | 公交四公司 |              |
|      | 宝14   | 宝坻客运站 | ⇆    | 董塔庄       | 2–10元        | 交通巴士   | 原 413–2     |
|      | 宝15   | 宝坻客运站 | ⇆    | 四棵树       | 2–10元        | 交通巴士   | 原 415–1     |
|      | 宝25   | 宝坻客运站 | ⇆    | 东田五庄     | 2–4元         | 交通巴士   | 原 宝坻便民1 |
|      | 宝58–2 | 高铁宝坻站 | ⇆    | 西环北路     | 2–3元         | 交通巴士   |              |
|      | 宝59   | 高铁宝坻站 | ⇆    | 西环北路     | 2–4元         | 交通巴士   |              |